# Museu Tecnológico Ferroviário do Funicular
O Museu Tecnológico Ferroviário do Funicular está situado no alto da Serra do Mar no estado de São Paulo, onde atualmente fica a histórica Vila de Paranapiacaba. Os galpões onde se situa este museu, eram inicialmente oficinas construídas para manutenção das composições do sistema funicular que faziam o trajeto entre a Estação Raiz da Serra em Cubatão, e o Alto da Serra já no Planalto Paulista. As construções foram iniciadas em 1867, pela empresa São Paulo Railway (SPR) como parte da estrada de ferro entre Santos e Jundiaí. Desde 2005, o museu está sob concessão da ABPF.

## Pontos de interesse público
- 1867 Fundação e início do Primeiro Sistema Funicular (Serra Velha)
- 1900 Início do Segundo Sistema Funicular com endless rope (Serra Nova)
- 1946 a São Paulo Railway foi encampada pelo governo brasileiro
- 1974 Fim do Primeiro sistema (Serra Velha), que deu lugar ao sistema de cremalheira
- 1983 Fim da utilização comercial do segundo Sistema Funicular (Serra Nova), onde o trecho do quarto patamar até Piaçaguera foram retirados, além das casas de todo o trecho que foram desmontadas.
- 1986 por iniciativa do PRESERFE (orgão de preservação e museus ferroviários da RFFSA) em parceria com a ABPF, iniciou o restauro para operação do trecho do quinto ao quarto patamar. A operação durou de 1987 até 1991. A RFFSA que cedia maquinistas e operadores de máquina fixa todos os fins de semana. A ABPF apenas dava monitoria no trem e Museu.
- 1991 houve o corte de verba para o PRESERFE, que desativou o passeio. A ABPF além de não ter sido autorizada a operar o funicular sozinha, não tinha como arcar com os custos da operação.
- 1996 criada a empresa MRS Logística por um consórcio de mineradoras para operar a SR3 (Central do Brasil) e SR4 (Santos a Jundiaí). A malha de bitola de 1,60 da RFFSA. Sua concessão é apenas para cargas. A parte de passageiros ainda está em aberto para a empresa que quiser explorar. Se isso ocorrer, a MRS é obrigada a dispor 2 horários por dia (no mínimo) para os trens de passageiros, mas ela mesmo não pode operá-los (proibida por contrato).
- 2005 com o fim da PRESERFE parte da liquidação e remanejamento dos bens da RFFSA, a PRESERFE procurou a ABPF e passou a responsabilidade do museu para ela.
- 2008 Com muita briga, voluntários gratuitos, dinheiro arrecadado na bilheteria, doações a ABPF consegue trazer o passeio de Maria Fumaça para o Museu e para Paranapiacaba
- 2012 Incentivo fiscal da prefeitura de Santo André para empresa MRS Logística fazer o restauro da passarela que liga o museu a parte alta e a parte baixa da vila, custo total de cerca de R$ 1.600.000,00
- 2013 A Prefeitura de Santo André é contemplada com a verba de R$ 42.400.00 do PAC - Programa de Aceleração do Crescimento para fazer o restauro da vila que tem seu inicio programado para janeiro de 2014, o museu ferroviário não está incluído por necessitar de projeto isolado que é responsabilidade da ABPF.
- 2015 A ABPF deixa de operar o ''Trem dos Ingleses'' mesmo tendo recurso para tal, sem interesse, o trem permanece parado até os dias de hoje.
- Em 21 de abril de 2017, foi inaugurada pela Prefeitura de Santo André, em convênio com o IPHAN, a nova estação do Expresso Turístico, que passou a funcionar na antiga Garagem das Locomotivas da ferrovia[2][3].

## Ver Também
- Locobreque
- Funicular de Paranapiacaba
- São Paulo Railway